# Chrīstos Iordanidīs
Chrīstos Iordanidīs (in greco Χρήστος Ιορδανίδης?; Salonicco, 24 settembre 1949) è un ex cestista, allenatore di pallacanestro e dirigente sportivo greco.

## Carriera
Con la Grecia ha disputato i Giochi del Mediterraneo di Smirne 1971 e i Campionati europei del 1973.

## Palmarès
- Campionato greco: 6

Panathinaikos: 1968-69, 1970-71, 1971-72, 1972-73, 1973-74, 1974-75